# Vouziers
Vouziers é uma comuna francesa na região administrativa de Grande Leste, no departamento das Ardenas. Estende-se por uma área de 42,48 km². Em 1 de junho de 2016, as antigas comunas de Terron-sur-Aisne e Vrizy foram fundidas com Vouziers.